# مارتن وليامز (صحفي)
مارتن وليامز (بالإنجليزية: Martin T. Williams) هو صحفي ومؤلف أمريكي، ولد في 9 أغسطس 1924 في ريتشموند في الولايات المتحدة، وتوفي في 13 أبريل 1992 في الإسكندرية في الولايات المتحدة.

## وصلات خارجية
- مارتن وليامز على موقع ميوزك برينز (الإنجليزية)